# علاج بالتقدير
التقدير أو العلاج بالتقدير هي طريقة وموقف للتعامل مع الأفراد المصابين بالخرف، والتي يمكن استخدامها بشكل خاص في رعاية المسنين وكذلك في الحياة الاجتماعية بشكل عام.

## تعريف وخلفية
العلاج بالتقدير من جهة هو الموقف المثمِّن المحترم وغير المتجاهل الذي طُوِّر للتعامل مع الأفراد المصابين بالخرف، ويعتمد بشكل خاص -حسب كارل روجرز- على مواقف أساسية في العلاج المتمركز حول العميل تهدف إلى قبول سلوك الأفراد المصابين بالخرف على أنها صحيحة بالنسبة لهم. من جهة أخرى التقدير هو هيئة خاصة من التواصل الاجتماعي تتميز بالقبول وعدم محاولة التصحيح وتحاول فهم وتبصر حاجية الشخص المعني.
طُورت طريقة العلاج بالتقدير بواسطة نعومي فيل، وهي موظفة خدمة اجتماعية افترضت أن الأفراد كبار السن المشوشين يكافحون جاهدين لشق طريقهم بين الأمور العالقة في حياتهم. وتبعا لها يجب على مستخدمي طريقة التقدير أن يجعلوا من وظيفتهم دعم هؤلاء الأفراد في هذه العملية. بينما طورت نيكول ريتشارد وهي مختصة ألمانية في علم الشيخوخة النفسي العلاج بالتقدير كجزء من مجموعة عمل وطنية وسمت طريقتها بالتقدير التكاملي (IVA)، ونهجها لا يرى بأنه يجب أن يجعل مستخدم الطريقة من وظيفته رعاية ومصاحبة الأفراد المصابين بالخرف في عملية التأقلم مع "المهام العالقة"، وإنما قبولهم على هيئتهم الحالية وحالتهم الذهنية الحالية. تبعا لريتشارد، هذا يعني أن الأفراد المعنيين يصبحون أكثر هدوءا لأنهم يشعرون بأنهم مفهومون.
يستخدم العلاج بالتقدير العديد من التقنيات المحددة، لكنه جلب انتقاداتٍ من الباحثين الذين يخالفون الدليل على بعض اعتقادات وقيم العلاج بالتقدير، ومناسبة هذه التقنيات، وذلك لعدم وجود هرمية الأدلة [hierarchy of evidence] كافية تثبت نجاعة مثل هذه الطرق على الأفراد المصابين بالخرف.